# Apalharpactes
Apalharpactes is een geslacht van vogels uit de familie trogons (Trogonidae).

## Soorten
Het geslacht kent de volgende soorten:
- Apalharpactes mackloti – Macklots trogon
- Apalharpactes reinwardtii – Reinwardts trogon